# Vaudeville

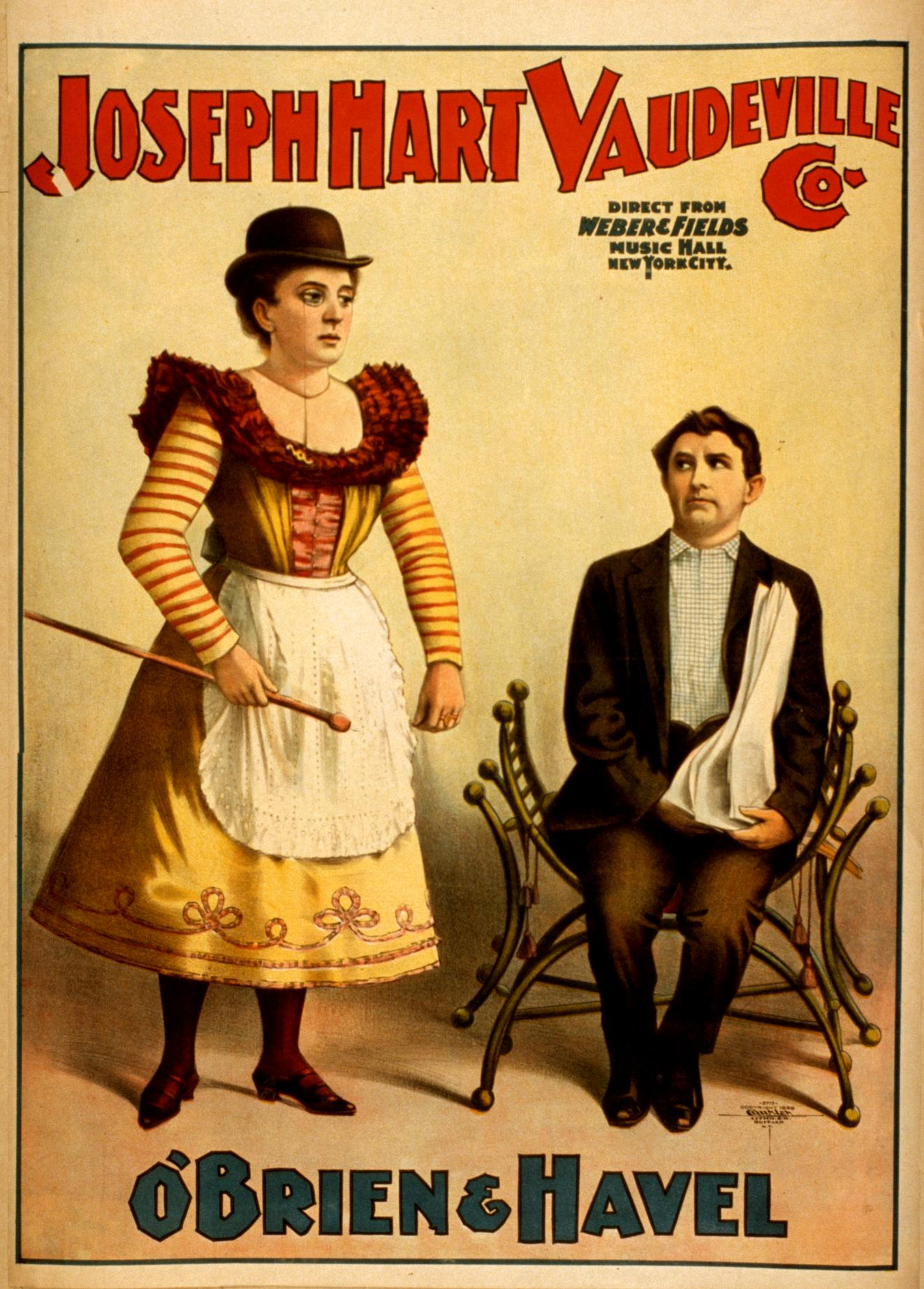
Cartaz de um espe(c)táculo de vaudeville (1899).

Vaudeville foi um gênero de entretenimento de variedades predominante nos Estados Unidos e Canadá do início dos anos 1880 ao início dos anos 1930.
Desenvolvendo-se a partir de muitas fontes, incluindo salas de concerto, apresentações de cantores populares, "circos de horror", museus baratos e literatura burlesca, o vaudeville tornou-se um dos mais populares tipos de empreendimento e também entretenimento teatral dos Estados Unidos. A cada noite, uma série de números era levada ao palco, sem nenhuma relação direta entre eles, como músicos (tanto clássicos quanto populares), dançarina(s) - ou dançarino(s)-, comediantes, animais variados treinados, mágicos, imitadores de ambos os sexos, acrobatas, peças inteiras em um único ato ou cenas de peças, atletas, palestras dadas por celebridades, cantores de rua e também filmes (o que seria um circo nos dias de hoje).

## Vaudeville na França
Na França, o vaudeville foi um gênero de poesia e composição dramática muito popular.

### Vaudevillistas franceses célebres
- Eugène Labiche
- Georges Feydeau
- Gilles Latulippe
- Eugène Scribe
- Tristan Bernard

## Vaudeville nos Estados Unidos

### Principais nomes
- Buster Keaton
- El Brendel
- George Walker
- Harry Houdini